# Nicobar (huyện)
Nicobar (tiếng Anh: Nicobar district là một huyện thuộc lãnh thổ Quần đảo Andaman và Nicobar, Ấn Độ. Thủ phủ huyện đóng ở Car Nicobar. Huyện Nicobar có diện tích 1841 ki lô mét vuông. Đến thời điểm năm 2001, huyện Nicobar Islands có dân số 42026 người.
Từ năm 2016, huyện Nicobar được chia thành 3 phó huyện (Subdivision) và 7 tehsil (tương đương cấp xã).
- Phó huyện Car Nicobar 
  - Car Nicobar - thủ phủ
- Phó huyện Nancowry
  - Nancowry
  - Kamorta
  - Teressa-Chowra
  - Katchal
- Phó huyện Great Nicobar
  - Campbell Bay
  - Little Nicobar